# Giải vô địch bóng đá U-21 châu Âu 2019
Giải vô địch bóng đá U-21 châu Âu 2019 (tiếng Anh: 2019 UEFA European Under-21 Championship, còn gọi là UEFA Under-21 Euro 2019) là lần thứ 22 của Giải vô địch bóng đá U-21 châu Âu (lần thứ 25 nếu thời đại U-23 cũng được bao gồm), giải vô địch bóng đá trẻ quốc tế hai năm một lần do UEFA được tổ chức cho các đội tuyển nam U-21 quốc gia châu Âu. Vòng chung kết được tổ chức bởi Ý (và một số trận đấu bởi San Marino) vào giữa năm 2019, sau khi giá thầu của họ được Ủy ban điều hành UEFA chọn vào ngày 9 tháng 12 năm 2016 ở Nyon, Thụy Sĩ.
Tổng cộng có 12 đội tuyển được thi đấu trong giải đấu, với các cầu thủ sinh vào hoặc sau ngày 1 tháng 1 năm 1996 đủ điều kiện tham gia.
Giống như Giải vô địch U-21 trước đó được tổ chức một năm trước Thế vận hội, giải đấu này đóng vai trò là vòng loại châu Âu cho giải bóng đá Thế vận hội, với bốn đội tuyển hàng đầu của giải đấu vòng loại cho giải bóng đá nam Thế vận hội Mùa hè 2020 ở Nhật Bản, nơi họ được đại diện bởi các đội tuyển U-23 quốc gia với tối đa ba cầu thủ quá tuổi được phép. Bốn đội tuyển vượt qua vòng loại cho Thế vận hội là những đội tuyển vượt qua vòng bảng cho vòng đấu loại trực tiếp của giải vô địch này. Lần đầu tiên, hệ thống trợ lý trọng tài video (VAR) được sử dụng tại Giải vô địch bóng đá U-21 châu Âu.
Đức là đương kim vô địch.

## Chủ nhà
Liên đoàn bóng đá Ý khẳng định rằng Ý đấu thầu để chủ nhà giải đấu vào năm 2019, mà cũng mời gọi Liên đoàn bóng đá San Marino. Ý và San Marino được chỉ định làm chủ nhà tại một cuộc họp của Ủy ban điều hành UEFA ở Nyon vào ngày 9 tháng 12 năm 2016.

## Vòng loại
Tất cả 55 quốc gia UEFA tham gia giải đấu và với đội chủ nhà Ý vượt qua vòng loại tự động (đồng chủ nhà khác San Marino sẽ không vượt qua vòng loại tự động), 54 đội tuyển khác đã thi đấu trong giải đấu vòng loại để xác định 11 suất vé còn lại trong vòng chung kết. Giải đấu vòng loại diễn ra từ tháng 3 năm 2017 đến tháng 11 năm 2018, bao gồm hai vòng:
- Vòng loại vòng loại: 54 đội tuyển được rút thăm chia thành chín bảng sáu đội. Mỗi bảng được thi đấu theo thể thức vòng tròn một lượt trên sân nhà và sân khách. Chín đội nhất bảng vượt qua vòng loại trực tiếp cho vòng chung kết, trong khi bốn đội nhì bảng tốt nhất (không tính kết quả so với đội xếp thứ sáu) giành quyền vào vòng play-off.
- Play-off: Bốn đội được rút thăm chia thành hai loại để thi đấu các trận đấu hai lượt trên sân nhà và sân khách để xác định hai đội tuyển vượt qua vòng loại cuối cùng.

### Các đội tuyển vượt qua vòng loại
Dưới đây là các đội tuyển vượt qua vòng loại cho vòng chung kết.
Ghi chú: Tất cả các thống kê tham dự chỉ bao gồm thời đại U-21 (kể từ năm 1978).
| Đội tuyển   | Tư cách vòng loại   | Ngày vòng loại       | Tham dự     | Tham dự cuối cùng | Thành tích tốt nhất lần trước           |
| ----------- | ------------------- | -------------------- | ----------- | ----------------- | --------------------------------------- |
| Ý           | Chủ nhà             | 9 tháng 12 năm 2016  | 20 lần      | 2017 (bán kết)    | Vô địch (1992, 1994, 1996, 2000, 2004)  |
| Tây Ban Nha | Nhất bảng 2         | 6 tháng 9 năm 2018   | 14 lần      | 2017 (á quân)     | Vô địch (1986, 1998, 2011, 2013)        |
| Pháp        | Nhất bảng 9         | 7 tháng 9 năm 2018   | 9 lần       | 2006 (bán kết)    | Vô địch (1988)                          |
| Anh         | Nhất bảng 4         | 11 tháng 10 năm 2018 | 15 lần      | 2017 (bán kết)    | Vô địch (1982, 1984)                    |
| Serbia      | Nhất bảng 7         | 12 tháng 10 năm 2018 | 11 lần[SRB] | 2017 (vòng bảng)  | Vô địch (1978) (tư cách là Nam Tư)[SRB] |
| Đức         | Nhất bảng 5         | 12 tháng 10 năm 2018 | 12 lần      | 2017 (vô địch)    | Vô địch (2009, 2017)                    |
| Croatia     | Nhất bảng 1         | 15 tháng 10 năm 2018 | 3 lần       | 2004 (vòng bảng)  | Vòng bảng (2000, 2004)                  |
| Đan Mạch    | Nhất bảng 3         | 16 tháng 10 năm 2018 | 8 lần       | 2017 (vòng bảng)  | Bán kết (1992, 2015)                    |
| Bỉ          | Nhất bảng 6         | 16 tháng 10 năm 2018 | 3 lần       | 2007 (bán kết)    | Bán kết (2007)                          |
| România     | Nhất bảng 8         | 16 tháng 10 năm 2018 | 2 lần       | 1998 (tứ kết)     | Tứ kết (1998)                           |
| Ba Lan      | Thắng vòng play-off | 20 tháng 11 năm 2018 | 7 lần       | 2017 (vòng bảng)  | Tứ kết (1982, 1984, 1986, 1992, 1994)   |
| Áo          | Thắng vòng play-off | 20 tháng 11 năm 2018 | 1 lần       | —                 | Lần đầu                                 |

Ghi chú
1. ^ a b Tham dự bao gồm 4 lần với tư cách là Nam Tư và 2 lần với tư cách là Serbia và Montenegro. Thành tích tốt nhất trước đây của họ khi Serbia là á quân (2007).

### Bốc thăm chung kết
Lễ bốc thăm chung kết được tổ chức vào ngày 23 tháng 11 năm 2018, lúc 18:00 CET (UTC+1), tại trụ sở Lamborghini ở Sant'Agata Bolognese, do Mia Ceran tổ chức và được tiến hành bởi đại sứ giải đấu Andrea Pirlo, người đã thắng giải đấu năm 2000.
12 đội tuyển được rút thăm chia thành ba bảng bốn đội. Nước chủ nhà Ý được chỉ định vào vị trí A1 trong bốc thăm, trong khi các đội tuyển khác được hạt giống theo thứ hạng hệ số của họ sau khi kết thúc giai đoạn vòng loại, được tính dựa trên các điều sau:
- Vòng chung kết Giải vô địch bóng đá U-21 châu Âu 2015 và giải đấu vòng loại (20%)
- Vòng chung kết Giải vô địch bóng đá U-21 châu Âu 2017 và giải đấu vòng loại (40%)
- Giải đấu vòng loại giải vô địch bóng đá U-21 châu Âu 2019 (chỉ có vòng bảng) (40%)

Mỗi bảng chứa một trong hai đội chủ nhà hoặc một đội tuyển từ Nhóm 1 (được rút thăm vào vị trí B1 hoặc C1) và một đội tuyển từ Nhóm 2 và hai đội tuyển từ Nhóm 3 (được rút thăm vào bất kỳ vị trí 2–4 trong các bảng). Các nhóm bốc thăm như sau:
| Đội tuyển |
| --------- |
| Ý         |

| Đội tuyển | Hệ số  |
| --------- | ------ |
| Đức       | 39.913 |
| Anh       | 37.946 |

| Đội tuyển   | Hệ số  |
| ----------- | ------ |
| Tây Ban Nha | 37.774 |
| Đan Mạch    | 35.533 |
| Pháp        | 35.182 |

| Đội tuyển | Hệ số  |
| --------- | ------ |
| Serbia    | 33.083 |
| Croatia   | 32.952 |
| Bỉ        | 32.122 |
| Áo        | 31.767 |
| Ba Lan    | 30.946 |
| România   | 29.259 |

## Địa điểm
Vào ngày 9 tháng 12 năm 2016, Liên đoàn bóng đá Ý đã chọn trước các địa điểm (bao gồm một địa điểm bên trong lãnh thổ San Marino):
- Sân vận động Renato Dall'Ara ở Bologna, Ý
- Sân vận động Mapei - Città del Tricolore ở Reggio Emilia, Ý
- Sân vận động Dino Manuzzi ở Cesena, Ý
- Sân vận động Nereo Rocco ở Trieste, Ý
- Dacia Arena ở Udine, Ý
- Sân vận động San Marino ở Serravalle, San Marino

| Bologna                                               | Reggio nell'Emilia                       | Cesena                    |
| ----------------------------------------------------- | ---------------------------------------- | ------------------------- |
| Sân vận động Renato Dall'Ara                          | Sân vận động Mapei - Città del Tricolore | Sân vận động Dino Manuzzi |
| Sức chứa: 31.000                                      | Sức chứa: 21.500                         | Sức chứa: 20.194          |
|                                                       | Tập tin:MapeiStadium.jpg                 |                           |
| Trieste                                               | Udine                                    | Serravalle (San Marino)   |
| Sân vận động Nereo Rocco                              | Dacia Arena                              | Sân vận động San Marino   |
| Sức chứa: 20.500                                      | Sức chứa: 25.151                         | Sức chứa: 4.778           |
|                                                       |                                          |                           |
| BolognaReggio nell'EmiliaCesenaTriesteUdineSan Marino |                                          |                           |

## Trọng tài
| Quốc gia  | Trọng tài        | Trợ lý trọng tài 1  | Trợ lý trọng tài 2      |
| --------- | ---------------- | ------------------- | ----------------------- |
| Belarus   | Aleksei Kulbakov | Dzmitry Zhuk        | Aleh Maslianka          |
| Bulgaria  | Georgi Kabakov   | Martin Margaritov   | Diyan Valkov            |
| Israel    | Orel Grinfeld    | Roy Hassan          | Idan Yarkoni            |
| Latvia    | Andris Treimanis | Haralds Gudermanis  | Aleksejs Spasjonņikovs  |
| Hà Lan    | Serdar Gözübüyük | Charles Schaap      | Jan de Vries            |
| România   | István Kovács    | Mihai Ovidiu Artene | Vasile Florin Marinescu |
| Scotland  | Bobby Madden     | Francis Connor      | David Roome             |
| Serbia    | Srđan Jovanović  | Uroš Stojković      | Milan Mihajlović        |
| Thụy Điển | Andreas Ekberg   | Mehmet Culum        | Stefan Hallberg         |

Trợ lý trọng tài video (VAR)
- Stuart Attwell và Paul Tierney (Anh)
- Ricardo de Burgos và Xavier Estrada Fernández (Tây Ban Nha)
- Ruddy Buquet và François Letexier (Pháp)
- Christian Dingert và Tobias Stieler  (Đức)
- Michael Fabbri và Marco Guida  (Ý)
- Jochem Kamphuis và Bas Nijhuis (Hà Lan)
- Luís Godinho và João Pinheiro (Bồ Đào Nha)

## Đội hình
Mỗi đội tuyển quốc gia phải nộp một đội hình gồm 23 cầu thủ, ba trong số đó phải là thủ môn, ít nhất 10 ngày trước trận khai mạc. Nếu một cầu thủ bị thương hoặc bị bệnh nặng đến mức không thể tham gia giải đấu trước trận đấu đầu tiên của đội tuyển, anh ta có thể bị thay thế bởi một cầu thủ khác.

## Vòng bảng
Các đội nhất bảng và đội nhì bảng tốt nhất đã giành quyền vào bán kết và vượt qua vòng loại cho Thế vận hội Mùa hè 2020.
Các tiêu chí
Trong vòng bảng, các đội tuyển được xếp hạng theo điểm (3 điểm cho một trận thắng, 1 điểm cho một trận hòa, 0 điểm cho một trận thua) và nếu được tính theo điểm, các tiêu chí quy định sau sẽ được áp dụng, theo thứ tự được đưa ra, để xác định thứ hạng (Quy định bài viết 18.01 và 18.02):
Tất cả thời gian theo giờ địa phương, CEST (UTC+2).

### Bảng A
| VT | Đội         | ST | T | H | B | BT | BB | HS | Đ | Giành quyền tham dự                                |
| -- | ----------- | -- | - | - | - | -- | -- | -- | - | -------------------------------------------------- |
| 1  | Tây Ban Nha | 3  | 2 | 0 | 1 | 8  | 4  | +4 | 6 | Vòng đấu loại trực tiếp và Thế vận hội Mùa hè 2020 |
| 2  | Ý (H)       | 3  | 2 | 0 | 1 | 6  | 3  | +3 | 6 |                                                    |
| 3  | Ba Lan      | 3  | 2 | 0 | 1 | 4  | 7  | −3 | 6 |                                                    |
| 4  | Bỉ          | 3  | 0 | 0 | 3 | 4  | 8  | −4 | 0 |                                                    |

1. 1 2 3  Hiệu số đối đầu: Tây Ban Nha +3, Ý +1, Ba Lan –4.

| Ba Lan                                       | 3–2      | Bỉ                           |
| -------------------------------------------- | -------- | ---------------------------- |
| - Żurkowski 26' - Bielik 52' - Szymański 79' | Chi tiết | - Leya Iseka 16' - Cools 84' |

| Ý                                          | 3–1      | Tây Ban Nha   |
| ------------------------------------------ | -------- | ------------- |
| - Chiesa 36', 64' - Pellegrini 82' (ph.đ.) | Chi tiết | - Ceballos 9' |

| Tây Ban Nha             | 2–1      | Bỉ            |
| ----------------------- | -------- | ------------- |
| - Olmo 7' - Fornals 89' | Chi tiết | - Bornauw 24' |

| Ý | 0–1      | Ba Lan       |
| - | -------- | ------------ |
|   | Chi tiết | - Bielik 40' |

| Bỉ                | 1–3      | Ý                                        |
| ----------------- | -------- | ---------------------------------------- |
| - Verschaeren 79' | Chi tiết | - Barella 44' - Cutrone 53' - Chiesa 89' |

| Tây Ban Nha                                                             | 5–0      | Ba Lan |
| ----------------------------------------------------------------------- | -------- | ------ |
| - Fornals 17' - Oyarzabal 35' - Fabián 39' - Ceballos 71' - Mayoral 90' | Chi tiết |        |

### Bảng B
| VT | Đội      | ST | T | H | B | BT | BB | HS | Đ | Giành quyền tham dự                                |
| -- | -------- | -- | - | - | - | -- | -- | -- | - | -------------------------------------------------- |
| 1  | Đức      | 3  | 2 | 1 | 0 | 10 | 3  | +7 | 7 | Vòng đấu loại trực tiếp và Thế vận hội Mùa hè 2020 |
| 2  | Đan Mạch | 3  | 2 | 0 | 1 | 6  | 4  | +2 | 6 |                                                    |
| 3  | Áo       | 3  | 1 | 1 | 1 | 4  | 4  | 0  | 4 |                                                    |
| 4  | Serbia   | 3  | 0 | 0 | 3 | 1  | 10 | −9 | 0 |                                                    |

| Serbia | 0–2      | Áo                       |
| ------ | -------- | ------------------------ |
|        | Chi tiết | - Wolf 37' - Horvath 78' |

| Đức                                  | 3–1      | Đan Mạch           |
| ------------------------------------ | -------- | ------------------ |
| - Richter 28', 52' - Waldschmidt 65' | Chi tiết | - Skov 73' (ph.đ.) |

| Đan Mạch                       | 3–1      | Áo             |
| ------------------------------ | -------- | -------------- |
| - Mæhle 33', 77' - Olsen 90+3' | Chi tiết | - Lienhart 47' |

| Đức                                                                  | 6–1      | Serbia                 |
| -------------------------------------------------------------------- | -------- | ---------------------- |
| - Richter 16' - Waldschmidt 30', 37', 80' - Dahoud 69' - Maier 90+2' | Chi tiết | - Živković 85' (ph.đ.) |

| Áo                  | 1–1      | Đức               |
| ------------------- | -------- | ----------------- |
| - Danso 24' (ph.đ.) | Chi tiết | - Waldschmidt 14' |

| Đan Mạch                           | 2–0      | Serbia |
| ---------------------------------- | -------- | ------ |
| - Bruun Larsen 21' - Rasmussen 51' | Chi tiết |        |

### Bảng C
| VT | Đội     | ST | T | H | B | BT | BB | HS | Đ | Giành quyền tham dự                                |
| -- | ------- | -- | - | - | - | -- | -- | -- | - | -------------------------------------------------- |
| 1  | România | 3  | 2 | 1 | 0 | 8  | 3  | +5 | 7 | Vòng đấu loại trực tiếp và Thế vận hội Mùa hè 2020 |
| 2  | Pháp    | 3  | 2 | 1 | 0 | 3  | 1  | +2 | 7 | Vòng đấu loại trực tiếp và Thế vận hội Mùa hè 2020 |
| 3  | Anh     | 3  | 0 | 1 | 2 | 6  | 9  | −3 | 1 |                                                    |
| 4  | Croatia | 3  | 0 | 1 | 2 | 4  | 8  | −4 | 1 |                                                    |

1. ↑  Anh đã không đủ điều kiện tham dự Thế vận hội.

| România                                                    | 4–1      | Croatia      |
| ---------------------------------------------------------- | -------- | ------------ |
| - Pușcaș 11' (ph.đ.) - Hagi 14' - Băluță 66' - Petre 90+3' | Chi tiết | - Vlašić 18' |

| Anh         | 1–2      | Pháp                                   |
| ----------- | -------- | -------------------------------------- |
| - Foden 54' | Chi tiết | - Ikoné 89' - Wan-Bissaka 90+4' (l.n.) |

| Anh                      | 2–4      | România                                            |
| ------------------------ | -------- | -------------------------------------------------- |
| - Gray 79' - Abraham 87' | Chi tiết | - Pușcaș 76' (ph.đ.) - Hagi 85' - Coman 89', 90+3' |

| Pháp         | 1–0      | Croatia |
| ------------ | -------- | ------- |
| - Dembélé 8' | Chi tiết |         |

| Croatia                         | 3–3      | Anh                                             |
| ------------------------------- | -------- | ----------------------------------------------- |
| - Brekalo 39', 82' - Vlašić 62' | Chi tiết | - Nelson 11' (ph.đ.) - Maddison 48' - Kenny 70' |

| Pháp | 0–0      | România |
| ---- | -------- | ------- |
|      | Chi tiết |         |

### Xếp hạng của các đội xếp thứ hai
| VT | Bg | Đội      | ST | T | H | B | BT | BB | HS | Đ | Giành quyền tham dự                                |
| -- | -- | -------- | -- | - | - | - | -- | -- | -- | - | -------------------------------------------------- |
| 1  | C  | Pháp     | 3  | 2 | 1 | 0 | 3  | 1  | +2 | 7 | Vòng đấu loại trực tiếp và Thế vận hội Mùa hè 2020 |
| 2  | A  | Ý        | 3  | 2 | 0 | 1 | 6  | 3  | +3 | 6 |                                                    |
| 3  | B  | Đan Mạch | 3  | 2 | 0 | 1 | 6  | 4  | +2 | 6 |                                                    |

Các trận đấu của bán kết phụ thuộc vào vị trí á quân đủ điều kiện (Quy định bài viết 17.02):
| Từ á quân tốt nhất | Thi đấu với á quân tốt nhất | Bán kết khác              |
| ------------------ | --------------------------- | ------------------------- |
| Bảng A             | Nhất bảng B                 | Nhất bảng A v Nhất bảng C |
| Bảng B             | Nhất bảng A                 | Nhất bảng B v Nhất bảng C |
| Bảng C             | Nhất bảng A                 | Nhất bảng B v Nhất bảng C |

## Vòng đấu loại trực tiếp
Trong vòng đấu loại trực tiếp, hiệp phụ và loạt sút luân lưu được sử dụng để quyết định đội thắng nếu cần thiết.

### Sơ đồ
|  | Bán kết                    | Bán kết |                    |   | Chung kết | Chung kết |
|  |                            |         |                    |   |           |           |
|  | 27 tháng 6 – Reggio Emilia |         |                    |   |           |           |
|  |                            |         |                    |   |           |           |
|  | Tây Ban Nha                | 4       |                    |   |           |           |
|  | Tây Ban Nha                | 4       | 30 tháng 6 – Udine |   |           |           |
|  | Pháp                       | 1       |                    |   |           |           |
|  | Pháp                       | 1       | Tây Ban Nha        | 2 |           |           |
|  | 27 tháng 6 – Bologna       |         | Tây Ban Nha        | 2 |           |           |
|  |                            | Đức     | 1                  |   |           |           |
|  | Đức                        | Đức     | 1                  | 4 |           |           |
|  | Đức                        |         |                    | 4 |           |           |
|  | România                    | 2       |                    |   |           |           |
|  | România                    | 2       |                    |   |           |           |

### Bán kết
| Đức                                               | 4–2      | România                   |
| ------------------------------------------------- | -------- | ------------------------- |
| - Amiri 21', 90+4' - Waldschmidt 51' (ph.đ.), 90' | Chi tiết | - Pușcaș 26' (ph.đ.), 44' |

| Tây Ban Nha                                                        | 4–1      | Pháp                 |
| ------------------------------------------------------------------ | -------- | -------------------- |
| - Marc Roca 28' - Oyarzabal 45+5' (ph.đ.) - Olmo 47' - Mayoral 67' | Chi tiết | - Mateta 16' (ph.đ.) |

### Chung kết
| Tây Ban Nha            | 2–1      | Đức         |
| ---------------------- | -------- | ----------- |
| - Fabián 7' - Olmo 69' | Chi tiết | - Amiri 88' |

## Cầu thủ ghi bàn
Đã có 78 bàn thắng ghi được trong 21 trận đấu, trung bình 3.71 bàn thắng mỗi trận đấu.
7 bàn thắng
- Luca Waldschmidt

4 bàn thắng
- George Pușcaș

3 bàn thắng
- Nadiem Amiri
- Marco Richter
- Federico Chiesa
- Dani Olmo

2 bàn thắng
- Josip Brekalo
- Nikola Vlašić
- Joakim Mæhle
- Krystian Bielik
- Florinel Coman
- Ianis Hagi
- Dani Ceballos
- Fabián Ruiz
- Pablo Fornals
- Borja Mayoral
- Mikel Oyarzabal

1 bàn thắng
- Kevin Danso
- Sascha Horvath
- Philipp Lienhart
- Hannes Wolf
- Sebastiaan Bornauw
- Dion Cools
- Aaron Leya Iseka
- Yari Verschaeren
- Jacob Bruun Larsen
- Jacob Rasmussen
- Andreas Skov Olsen
- Robert Skov
- Tammy Abraham
- Phil Foden
- Demarai Gray
- Jonjoe Kenny
- James Maddison
- Reiss Nelson
- Moussa Dembélé
- Jonathan Ikoné
- Jean-Philippe Mateta
- Mahmoud Dahoud
- Arne Maier
- Nicolò Barella
- Patrick Cutrone
- Lorenzo Pellegrini
- Sebastian Szymański
- Szymon Żurkowski
- Tudor Băluță
- Adrian Petre
- Andrija Živković
- Marc Roca

1 bàn phản lưới nhà
- Aaron Wan-Bissaka (trong trận gặp Pháp)

## Giải thưởng
Dưới đây là các giải thưởng đã được trao khi kết thúc giải đấu:
- Cầu thủ của giải đấu:  Fabián Ruiz[38]
- Chiếc giày vàng:  Luca Waldschmidt[39]

### Đội tuyển của giải đấu
Sau giải đấu, Đội tuyển U-21 của Giải đấu đã được các Quan sát viên Kỹ thuật của UEFA chọn.
| Vị trí   | Cầu thủ           |
| -------- | ----------------- |
| Thủ môn  | Alexander Nübel   |
| Hậu vệ   | Lukas Klostermann |
| Hậu vệ   | Jonathan Tah      |
| Hậu vệ   | Jesús Vallejo     |
| Hậu vệ   | Benjamin Henrichs |
| Tiền vệ  | Fabián Ruiz       |
| Tiền vệ  | Mahmoud Dahoud    |
| Tiền vệ  | Dani Olmo         |
| Tiền vệ  | Luca Waldschmidt  |
| Tiền vệ  | Dani Ceballos     |
| Tiền đạo | George Pușcaș     |

## Các đội tuyển vượt qua vòng loại cho Thế vận hội Mùa hè 2020
Dưới đây là bốn đội tuyển từ UEFA vượt qua vòng loại cho giải bóng đá nam Thế vận hội Mùa hè 2020.
| Đội tuyển   | Ngày vượt qua vòng loại | Tham dự lần trước trong Thế vận hội Mùa hè1                                 |
| ----------- | ----------------------- | --------------------------------------------------------------------------- |
| Tây Ban Nha | 22 tháng 6 năm 2019     | 10 (1920, 1924, 1928, 1968, 1976, 1980, 1992, 1996, 2000, 2012)             |
| Đức         | 23 tháng 6 năm 2019     | 9 (1912, 1928, 1936, 1952, 19562, 19722, 19842, 19882, 2016)                |
| România     | 24 tháng 6 năm 2019     | 3 (1924, 1952, 1964)                                                        |
| Pháp        | 24 tháng 6 năm 2019     | 12 (1900, 1908, 1920, 1924, 1928, 1948, 1952, 1960, 1968, 1976, 1984, 1996) |

1 Chữ đậm chỉ ra nhà vô địch cho năm đó. Chữ nghiêng chỉ ra chủ nhà cho năm đó.
2 Đội đại diện cho đội tuyển thống nhất Đức vào năm 1956 và Cộng hòa Liên bang Đức (nghĩa là Tây Đức) vào các năm 1972, 1984 và 1988.
Anh không đủ điều kiện tham dự Thế vận hội vì họ không phải là một quốc gia Thế vận hội (trong khi thỏa thuận giữa bốn hiệp hội bóng đá Anh Quốc để vào đội tuyển nữ Anh Quốc, không có thỏa thuận nào được đưa ra cho đội tuyển nam). Nếu họ lọt vào bán kết, suất vé Olympic cuối cùng sẽ thuộc về đội thắng trong trận đấu play-off Olympic, dự kiến được thi đấu tại sân vận động Dino Manuzzi, Cesena vào ngày 28 tháng 6 năm 2019, lúc 21:00 CEST, giữa hai đội nhì bảng không vượt qua vòng bảng vào bán kết. Tuy nhiên, khi Anh không thể vượt qua vòng bảng, trận đấu này đã bị hủy bỏ.

## Các phát sóng quốc tế

### Truyền hình
Tất cả 21 trận đấu được phát sóng trực tiếp cho các thị trường chưa bán thông qua UEFA.tv và các điểm nổi bật cũng có sẵn cho tất cả các lãnh thổ trên toàn thế giới thông qua kênh YouTube của UEFA.

#### Các quốc gia tham gia
| Quốc gia    | Phát sóng          | Phát sóng   |
| Quốc gia    | Miễn phí           | Trả tiền    |
| ----------- | ------------------ | ----------- |
| Ý (chủ nhà) | RAI                |             |
| Áo          | ORF                |             |
| Áo          | Sport1             |             |
| Đức         |                    |             |
| ARD         |                    |             |
| ZDF         |                    |             |
| Bỉ          | VRT (tiếng Hà Lan) |             |
| Bỉ          | RTBF (tiếng Pháp)  |             |
| Croatia     | HRT                |             |
| Đan Mạch    | DR                 |             |
| Pháp        | M6                 | beIN Sports |
| Ba Lan      | TVP                |             |
| România     | TVR                |             |
| Serbia      | RTS                |             |
| Tây Ban Nha | Mediaset           |             |
| Anh Quốc    |                    | Sky Sports  |

#### Bên ngoài châu Âu
| Quốc gia/Khu vực | Phát sóng                                | Phát sóng                                         |
| Quốc gia/Khu vực | Miễn phí                                 | Trả tiền                                          |
| --- | ---------------------------------------- | ------------------------------------------------- |
| Trung Quốc | CCTV                                     | Super Sports                                      |
| Indonesia | Super Soccer TV                          |                                                   |
| Nhật Bản |                                          | Wowow                                             |
| Các quốc gia Mỹ Latinh - Argentina - Bolivia - Chile - Colombia - Costa Rica - Cộng hòa Dominica - Ecuador - El Salvador - Guatemala - Honduras - México - Nicaragua - Panama - Paraguay - Peru - Puerto Rico - Uruguay - Venezuela                               |                                          | - ESPN - Univision (Chỉ có Puerto Rico và Hoa Kỳ) |
| Hoa Kỳ | Univision (Chỉ có Puerto Rico và Hoa Kỳ) | - ESPN - Univision (Chỉ có Puerto Rico và Hoa Kỳ) |
| MENA - Algérie - Bahrain - Tchad - Comoros - Djibouti - Ai Cập - Iran - Iraq - Jordan - Kuwait - Li Băng - Libya - Mauritanie - Maroc - Oman - Qatar - Ả Rập Xê Út - Somalia - Palestine - Sudan - Syria - Tunisia - Các Tiểu vương quốc Ả Rập Thống nhất - Yemen |                                          | beIN Sports                                       |

### Phát thanh

#### Các quốc gia tham gia
| Quốc gia    | Phát sóng          |
| ----------- | ------------------ |
| Ý (chủ nhà) | RAI                |
| Áo          | ORF                |
| Áo          | Sport1             |
| Đức         |                    |
| ARD         |                    |
| Bỉ          | VRT (tiếng Hà Lan) |
| Bỉ          | RTBF (tiếng Pháp)  |
| Croatia     | HRT                |
| Đan Mạch    | DR                 |
| Ba Lan      | PR                 |
| România     | RR                 |
| Serbia      | RTS                |
| Tây Ban Nha | Marca              |
| Anh Quốc    | Talksport          |

#### Bên ngoài châu Âu
| Quốc gia/Khu vực | Phát sóng                                         |
| --- | ------------------------------------------------- |
| Trung Quốc | CRI                                               |
| Các quốc gia Mỹ Latinh - Argentina - Bolivia - Chile - Colombia - Costa Rica - Cộng hòa Dominica - Ecuador - El Salvador - Guatemala - Honduras - México - Nicaragua - Panama - Paraguay - Peru - Puerto Rico - Uruguay - Venezuela | - ESPN - Univision (Chỉ có Puerto Rico và Hoa Kỳ) |
| Hoa Kỳ | - ESPN - Univision (Chỉ có Puerto Rico và Hoa Kỳ) |